# 2016년 댈러스 경찰관 총격 사건
2016년 7월 7일 미국 텍사스주 댈러스에서 저격수에 의한 총격으로 5명의 경찰관이 사망하고 9명의 경찰관과 시민들이 부상당했다. 사용한 무기는 SKS 시모노프이다. 댈러스 경찰은 이번 공격이 아프가니스탄 전쟁에도 참전한 적이 있는 제대 군인 마이카 제이비어 존슨(Micah Xavier Johnson)의 단독범행이며, 로봇 폭탄을 사용해 매복한 저격범을 폭살하였다고 발표했다. 본 사건은 경찰관에 의한 아프리카계 미국인 총격 사망 사건인 앨턴 스털링 총격 사망 사건과 필랜도 캐스틸 총격 사망 사건에 반대하는 시위 도중에 일어난 사건으로, 9·11 테러 이후 가장 많은 경찰관이 사망한 사건이다.

## 같이 보기
- 2016년 배턴루지 경찰관 총격 사건